# Adolf Scherer
Adolf Scherer (Vrútky, Checoslovaquia, 5 de mayo de 1938-Saint-Gilles, Francia, 22 de julio de 2023) fue un futbolista checoslovaco que jugaba como delantero. 

## Selección nacional
Ha sido internacional con la Selección de fútbol de Checoslovaquia en 36 partidos entre 1958 y 1964 anotando 22 goles.

### Participaciones en Copas del Mundo
| Mundial                        | Sede   | Resultado    | Partidos | Goles |
| ------------------------------ | ------ | ------------ | -------- | ----- |
| Copa Mundial de Fútbol de 1958 | Suecia | Primera fase | 0        | 0     |
| Copa Mundial de Fútbol de 1962 | Chile  | Subcampeón   | 6        | 3     |

### Participaciones en Eurocopa
| Eurocopa      | Sede    | Resultado    |
| ------------- | ------- | ------------ |
| Eurocopa 1960 | Francia | Tercer lugar |

### Goles en Eurocopa
| Gol | Fecha                    | Sede                                                   | Oponente  | Marcador | Resultado | Competencia   |
| --- | ------------------------ | ------------------------------------------------------ | --------- | -------- | --------- | ------------- |
| 1.  | 23 de septiembre de 1959 | Idrætsparken, Copenhague, Dinamarca                    | Dinamarca | 2 - 1    | 2 – 2     | Eurocopa 1960 |
| 2.  | 18 de octubre de 1959    | Městský fotbalový stadion Srbská, Brno, Checoslovaquia | Dinamarca | 2 - 1    | 5 – 1     | Eurocopa 1960 |
| 3.  | 18 de octubre de 1959    | Městský fotbalový stadion Srbská, Brno, Checoslovaquia | Dinamarca | 5 - 1    | 5 – 1     | Eurocopa 1960 |
| 4.  | 22 de mayo de 1960       | Estadio Lia Manoliu, Bucarest, Rumania                 | Rumania   | 0 - 2    | 0 – 2     | Eurocopa 1960 |
| 5.  | 29 de mayo de 1960       | Tehelné pole, Bratislava, Rumania                      | Rumania   | 3 - 0    | 3 – 0     | Eurocopa 1960 |
| 6.  | 9 de julio de 1960       | Stade Vélodrome, Marsella, Francia                     | Francia   | 1 - 0    | 2 – 0     | Eurocopa 1960 |

## Clubes
| Club                 | País           | Año       |
| -------------------- | -------------- | --------- |
| CH Bratislava        | Checoslovaquia | 1957-1962 |
| Slovnaft Bratislava  | Checoslovaquia | 1962-1965 |
| FC Lokomotíva Košice | Checoslovaquia | 1965-1967 |
| MFK Košice           | Checoslovaquia | 1967-1969 |
| Nîmes Olympique      | Francia        | 1969-1972 |
| Strojárne Martin     | Checoslovaquia | 1972      |
| Olympique Avignonais | Francia        | 1973-1975 |

## Palmarés

### Campeonatos nacionales
| Título           | Club          | País           | Año     |
| ---------------- | ------------- | -------------- | ------- |
| Primera División | CH Bratislava | Checoslovaquia | 1958/59 |

### Distinciones individuales
| Distinción                                        | Año     |
| ------------------------------------------------- | ------- |
| Goleador de la Primera División de Checoslovaquia | 1961/62 |